# Don't Leave Home
"Don't Leave Home" é uma canção da cantora britânica Dido, gravada para o seu terceiro álbum de estúdio Life for Rent. Alcançou a liderança da tabela musical Billboard Dance/Club Play Songs nos Estados Unidos.

## Desempenho nas tabelas musicais

### Posições
| Tabela musical (2001)                            | Melhor posição |
| ------------------------------------------------ | -------------- |
| Áustria - Ö3 Austria Top 75                      | 54             |
| Bélgica - Ultratop (Flandres)                    | 50             |
| Bélgica - Ultratip (Valónia)                     | 2              |
| Estados Unidos - Billboard Dance/Club Play Songs | 1              |
| Irlanda - IRMA                                   | 35             |
| Países Baixos - Dutch Top 40                     | 38             |
| Reino Unido - UK Singles Chart                   | 25             |
| Suíça - Swiss Albums Chart                       | 45             |